# Kagoe
De kagoe (Rhynochetos jubatus) is een vogelsoort uit de orde der Eurypygiformes. Het is een bedreigde, endemische vogelsoort op het eiland Nieuw-Caledonië. Hij kan niet vliegen.

## Naamgeving en taxonomie
De naam kagoe is ontleend aan talen uit Melanesië. De kagoe werd traditioneel gezien als verwant aan de reigers en roerdompen (Ardeidae) en later als een soort die verwant is aan de kraanvogelachtigen (en rallen). Modern DNA-onderzoek laat zien dat de kagoes een clade zijn die een zustergroep is van de familie Eurypygidae met als enige levende soort de zonneral. De zonneral en kagoes worden dan samen in de orde Eurypygiformes geplaatst. Zustergroepen van deze orde zijn mogelijk de nachtzwaluwachtigen (Caprimulgiformes) en gierzwaluwachtigen (Apodiformes) of de Phaethontiformes (keerkringvogels) of de Mesitornithiformes (steltrallen).

## Kenmerken
De kagoe wordt 55 centimeter lang en 900 gram zwaar. Het is een grijze vogel met lange poten en een grote kuif, die hij kan opzetten. De kagoe is een grondbewoner; heeft vrij zwakke vleugels en een dik lijf. Hij staat vaak stil op één poot, naar prooi zoekende. De ogen zijn naar voren gericht, waarmee ze insecten kunnen vinden, die tussen het strooisel leven. Als hij een prooi heeft aangetroffen, slaat hij toe. Met zijn snavel kan hij prooidieren uitgraven. Dankzij "huidflapjes" kan hij de neusgaten afsluiten, zodat er geen vuil in komt. Het verenkleed is bij beide geslachten gelijk.

## Verspreiding, leefgebied en voortplantingsgedrag
De kagoe komt onregelmatig verspreid voor op het eiland Nieuw-Caledonië. De grootste concentraties in natuurgebieden zoals het Parc des Grandes Fougères. Het leefgebied bestaat uit diverse typen natuurlijk bos met niet te veel dichte ondergroei, meestal vochtig bos in heuvelland tussen zeeniveau en 1400 m boven zeeniveau. De vogel is ook waargenomen in drogere bossen in laagland in het midden van het eiland.
De kagoe kan bijna niet vliegen en bouwt zijn nest op de grond van takjes. De kagoe legt één ei. Zijn voedsel bestaat uit insecten en weekdieren.

## Status
De kagoe heeft een beperkt verspreidingsgebied en daardoor is de kans op uitsterven aanwezig. De grootte van de populatie werd in 2016 door BirdLife International geschat op 250 tot 1000 individuen en de populatie-aantallen nemen af door habitatverlies. Het leefgebied wordt aangetast door tal van processen. Deze slecht vliegende vogels zijn een gemakkelijke prooi voor verwilderde honden. Verwilderde katten en ratten prederen de kuikens. Het huisvarken en het geïntroduceerde Javaans hert (Rusa timorensis) zorgen voor veranderingen in de bosbodem en de vegetatie waardoor de vogels minder makkelijk aan voedsel kunnen komen. Daarnaast veranderen ontbossing en mijnbouwactiviteiten het leefgebied onherstelbaar. Om deze redenen staat deze soort als bedreigd op de Rode Lijst van de IUCN.
Er gelden strenge beperkingen voor de handel in deze vogel, want de soort staat in de Bijlage I van het CITES-verdrag.